# Yuberjén Martínez
Yuberjén Martínez, född den 1 november 1991 i Turbo, Antioquia, är en colombiansk boxare.
Han tog OS-silver i lätt flugvikt i samband med de olympiska boxningstävlingarna 2016 i Rio de Janeiro..